# Мамонтов, Сергей Иванович (музыкант)
Серге́й Ива́нович Ма́монтов (1 октября 1877 — 30 декабря 1938) — русский и эстонский дирижёр и музыкальный педагог. Двоюродный племянник Саввы Ивановича Мамонтова.

## Биография
Был дирижёром-репетитором в Частной русской опере Мамонтова, затем в Большом театре. 
В 1920 г. эмигрировал в Эстонию, в 1923—1932 гг. дирижёр театра оперы и балета «Эстония», одновременно преподавал в Таллинской консерватории. 
В Эстонии возглавлял Русское музыкальное общество, способствовал становлению эстонского национального оперного искусства.
В 1902—1905 гг. был женат на Наталье Сергеевне Шереметьевской (1880—1952), впоследствии морганатической супруге великого князя Михаила Александровича.

## Потомки
Дочь Мамонтова и Шереметьевской Наталья Мамонтова (1903—1969) была замужем за британским продюсером Вэлом Гилгудом, а затем за шотландским композитором Сесилом Греем. Подробнее см. Шереметьевская, Наталья Сергеевна#Потомки.